# ولا عليك (مسلسل)
ولا عليك هو مسلسل مغربي من إخراج محمد علي المجبود سنة 2018، وبطولة كل من محمد خيي، محسن مالزي، سعيدة باعدي، عزيز داداس، نادية كوندا، نجاة خير الله وغيرهم. بث المسلسل على قناة الأولى كل يوم أربعاء منذ 14 فبراير 2018 على الساعة 21:45 بتوقيت غرينيتش.

## قصة المسلسل
تدور قصة المسلسل حول شاب يصطدم بواقع مرير يتمثل في اكتشافه بأن قاتل والديه هو من قام بتبنيه، وأنه يعمل في شركة دون علمه بأنها مِلكٌ لوالده، وأنّ المُربية هي وحدها من تعلم حقيقة ذلك، بعد أن قامت بإخفاء هويته خوفا على سلامته.

## طاقم التمثيل
- محمد خيي
- محسن مالزي
- سعيدة باعدي
- عزيز داداس
- نادية كوندا
- نجاة خير الله
- عدنان موحجة
- نفيسة بنشهيدة
- حسن فولان
- زهيرة صديق
- المهدي فولان

## وصلات خارجية
- ولا عليك على موقع IMDb (الإنجليزية)
- ولا عليك على موقع قاعدة بيانات الأفلام العربية
- ولا عليك على موقع كينوبويسك (الروسية)
- صفحة المسلسل على الموقع الرسمي لقناة الأولى